# Pfarrkirche Herzogsdorf

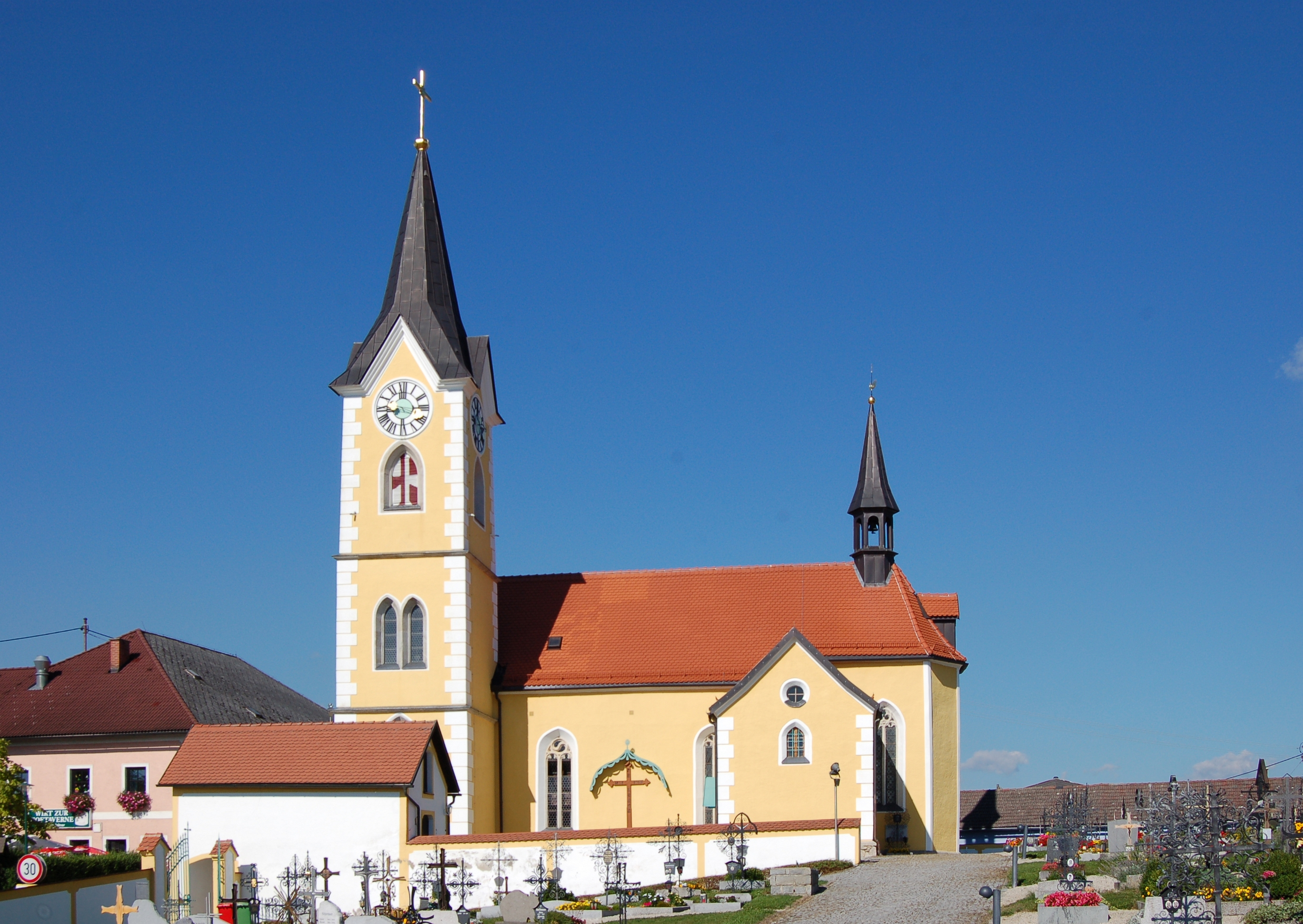
Katholische Pfarrkirche hl. Pankratius in Herzogsdorf

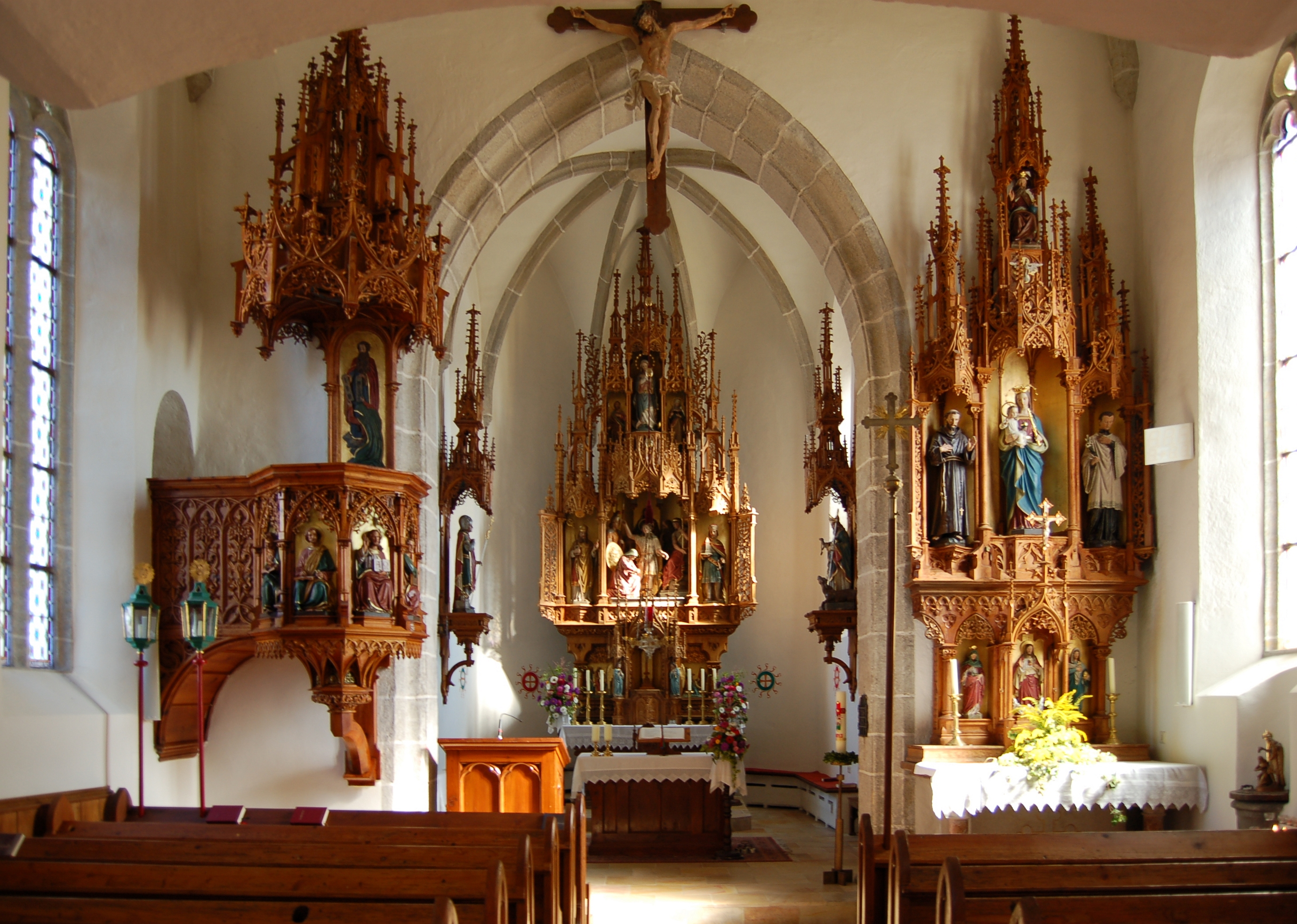
Langhaus, Blick zum Chor

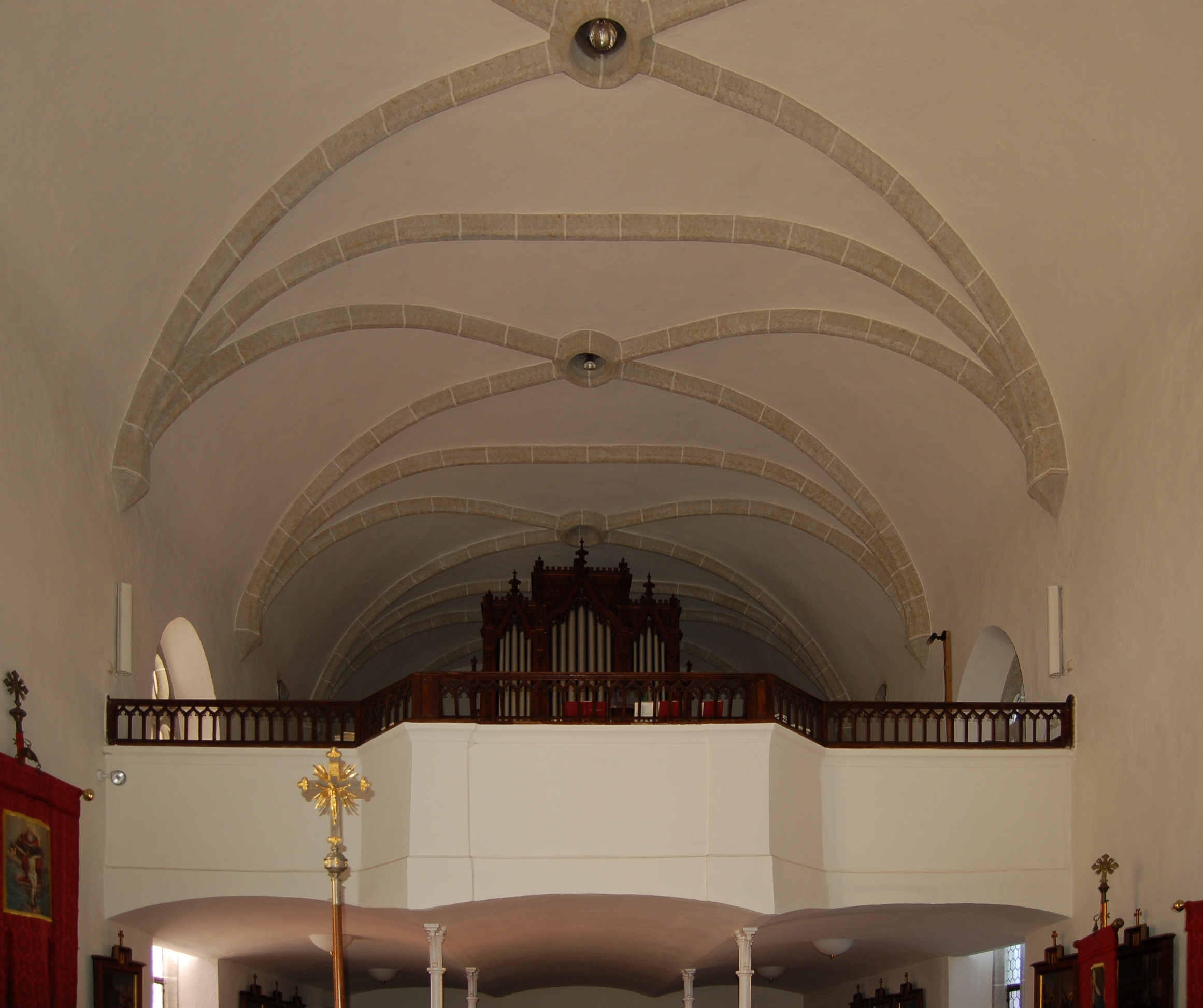
Langhaus, Blick zur Orgelempore

Die römisch-katholische Pfarrkirche Herzogsdorf steht nördlich im Ort der Marktgemeinde Herzogsdorf im Bezirk Urfahr-Umgebung in Oberösterreich. Die dem Patrozinium hl. Pankratius unterstellte Pfarrkirche gehört zum Dekanat Altenfelden in der Diözese Linz. Die Kirche steht unter Denkmalschutz (Listeneintrag).

## Geschichte
Urkundlich war die Kirche 1457 eine Filiale der Pfarrkirche Feldkirchen an der Donau, 1545 eine Filiale der Pfarrkirche St. Martin im Mühlkreis, später eine Filiale der Pfarrkirche Niederwaldkirchen. Mit 1784 Lokalie  wurde Herzogsdorf im Jahr 1920 eine Pfarre, dem Stift Sankt Florian inkorporiert.
Der gotische Chor entstand in der zweiten Hälfte des 14. Jahrhunderts. Ein grundlegender Umbau und Neubau erfolgte 1877/1878, mit dem Langhaus im Kern wohl gotisch, sowie der Turm und die Josefskapelle . 1895 wurde der Turm erneuert. 1968 wurde eine Sakristei angebaut. Renovierungen waren 1896 und 1935. Restaurierungen waren außen 1953 und 1978, innen 1975.

## Architektur
Die Westfront steht direkt an der Durchzugsstraße, die Kirche ist im Norden, Osten und Süden ringförmig vom Friedhof und der Friedhofsmauer umgeben. Die mittelalterliche Kirche wurde 1877/1878 zu einer Kirche im neugotischen Stil umgebaut.
Die Kirche zeigt ein schmales fünfjochiges Langhaus mit neugotischen Kreuzrippengewölbe auf einem Holzgewölbe dominiert von einer tiefen dreijochigen Westempore. Der hohe gotische einjochige Chor mit einem Fünfachtelschluss unter einem Kreuzrippengewölbe ist außen in Langhausbreite und innen eingezogen. Zweigeschoßige Anbauten stehen in den Chorecken, südlich die neugotische Josefskapelle, nördlich eine Sakristei. Der mächtige neugotische Turm in der Südwestecke des Langhauses steht in der Flucht der Westfront.
Die ornamentalen Buntglasfenster entstanden 1904/1905.

## Ausstattung
Die Kirche besitzt eine bemerkenswerte neugotische Einrichtung aus verschiedenen Werkstätten aus dem Ende des 19. Jahrhunderts und Anfang des 20. Jahrhunderts.
Den Hochaltar schuf Josef Kepplinger als Frühwerk 1888 mit spätgotischen Formengut mit einem frühen Beispiel einer mehrfigurigen plastischen Mittelgruppe als sogenanntes Altarbild mit den Heiligen Pankraz und seitlich mit Augustinus und Leopold, im Gesprenge Maria Immaculata flankiert von Josef und Anna.
Die Kanzel schuf Franz Ganglbauer 1889 mit Reliefs von Ferdinand Rothbäck.
Die Orgel baute Josef Mauracher 1907 in einem neugotischen Gehäuse I Man./11 Reg. mit pneumatischer Traktur, 1921 renoviert und 1978 restauriert.